# Jaroslav Mareš (cestovatel)
Jaroslav Mareš (28. prosince 1937, Brno – 5. května 2021, Praha) byl český spisovatel, cestovatel, popularizátor vědy, zoolog a kryptozoolog.

## Život a práce
Vystudoval obor zahraničního obchodu na Vysoké škole ekonomické v Praze a hned po promoci začal pracovat v obchodním úseku Československých aerolinií, kde zastával různé vedoucí funkce. Dlouhodobě působil jako ředitel zastoupení ČSA v Íránu a později v Kanadě. Procestoval všechny kontinenty včetně Tichomoří a navštívil celkem 85 suverénních států. Zajímal se o přírodu v nejširším rozsahu.
Jaroslav Mareš při svých cestách navštívil také některá z nejslavnějších nalezišť fosilií dinosaurů na světě, například kotlinu Nemegt a další lokality v Mongolsku, oblast Tendaguru v Tanzanii, povodí řeky Red Deer v kanadské Albertě, v rámci USA pak četné lokality v Utahu, Coloradu a Montaně, dále také jihoamerickou Patagonii) a udržoval při tom korespondenční styky s předními světovými paleontology. Jeho kniha Záhada dinosaurů (1993) patří i po více než třech desetiletích od svého vydání k vůbec nejúspěšnějším českým publikacím tohoto žánru.
V severní Botswaně Mareš objevil nejsilnějšího dravého brouka světa, kterého v roce 1976 vědecky popsal pod jménem Manticora imperator. Na studium tohoto rodu se specializoval a později popsal další tři nové druhy. Během svých výprav se dostal i do odlehlých civilizací, dosud nedotčených oblastí, kde se setkal s mnoha zajímavostmi a záhadami.
Zajímal se také o šamanské a kouzelnické praktiky původním způsobem žijících kmenů. Zorganizoval expedice za několika pro zoologii dosud tajemnými zvířaty - například kryptidé zvaní (kongamato, Kerýt, mungún-galli, seskveč a jemu podobný tua-yeua z jihovýchodní Asie, nessie a její americké ekvivalenty ogopogo a champ, obří žralok niuhi, obří chobotnice luska a ambazombi aj.). V roce 1978 pronikl Jaroslav Mareš se svými třemi přáteli k tajemné, legendami opředené stolové hoře Kurupira v pralesích na brazilsko-venezuelské hranici. Vystoupit nahoru se však expedici nepodařilo.
O zážitcích a poznatcích ze svých cest napsal celkem čtrnáct knih a kromě toho i množství článků v různých časopisech. Pravidelně též přednášel a vystupoval v televizních a rozhlasových pořadech. Zemřel dne 5. května 2021 ve věku 83 let. Poctou Jaroslavu Marešovi a jeho knize Záhada dinosaurů je také kniha Největší dinosauří záhady Vladimíra Sochy.